# Acura MDX
Acura MDX sau Honda MDX (în Japonia și Australia) este un model de automobil din clasa SUV produs de compania Acura, divizia de lux a constructorului japonez Honda.